# خانه داوری و قلعه‌های مجاور
خانه داوری و قلعه‌های مجاور مربوط به دوره قاجار است و در سمنان، واقع در محله پاچنار واقع شده و این اثر در تاریخ ۱۶ آذر ۱۳۷۶ با شمارهٔ ثبت ۱۹۴۵ به‌عنوان یکی از آثار ملی ایران به ثبت رسیده است.